# Ruakituri (rivière)
La rivière Ruakituri  (en anglais : Ruakituri River) est un cours d’eau de la région de Gisborne de l’Île du Nord de Nouvelle-Zélande.

## Géographie
C’est un affluent majeur du fleuve Wairoa. 
Elle s’écoule  initialement vers le nord-est à partir de sa source au nord du lac Waikareiti (en)dans la chaîne de Huiarau (en) . 
Elle tourne au sud-est pour la majorité de son cours, atteignant le fleuve Wairoa au niveau de la ville de  Te Reinga, près du cap Reinga  à 25 km au nord de la ville de Wairoa.
(en) Land Information New Zealand, « détail emplacement: Ruakituri (rivière) », sur New Zealand Gazetteer